# Lysekil
Lysekil – miejscowość (tätort) w południowo-zachodniej Szwecji. Siedziba władz administracyjnych gminy Lysekil w regionie Västra Götaland. Około 7 568 mieszkańców.

## Historia
Pierwsze wzmianki o Lysekil pochodzą z 1570 roku. Było miejscowością żyjącą głównie z rolnictwa, żeglugi i rybołówstwa. W połowie XVIII wieku jego znaczenie wzrosło ze względu na przetwórstwo śledzia. Populacja w 1790 roku wynosiła 536 osób. W drugiej połowie XIX wieku istotną częścią gospodarki stało się kamieniarstwo. W 1847 roku ustanowiono w Lysekil uzdrowisko. 
Prawa miejskie uzyskało w 1903 roku. Populacja wynosiła wówczas około 3000 osób. Na początku XX wieku rozwinął się przemysł stoczniowy. W 1909 roku w Lysekil zarejestrowanych było 18 dużych żaglowców oraz 10 parowców. W tym samym roku do portu zawinęły 6832 jednostki, w tym 185 zagranicznych. W 1913 doprowadzono do miasta linię kolejową.
W czasie II wojny światowej Lysekil było miejscem operacji Bridford, w ramach której brytyjskie okręty przełamywały niemiecką blokadę Skagerraku, dostarczając zapasy do Wielkiej Brytanii.
W 2017 pojawiła się propozycja budowy w Lysekil największego atlantyckiego portu w Skandynawii. Inwestorem miał być chiński biznesmen powiązany z Komunistyczną Partią Chin.

## Linki zewnętrzne

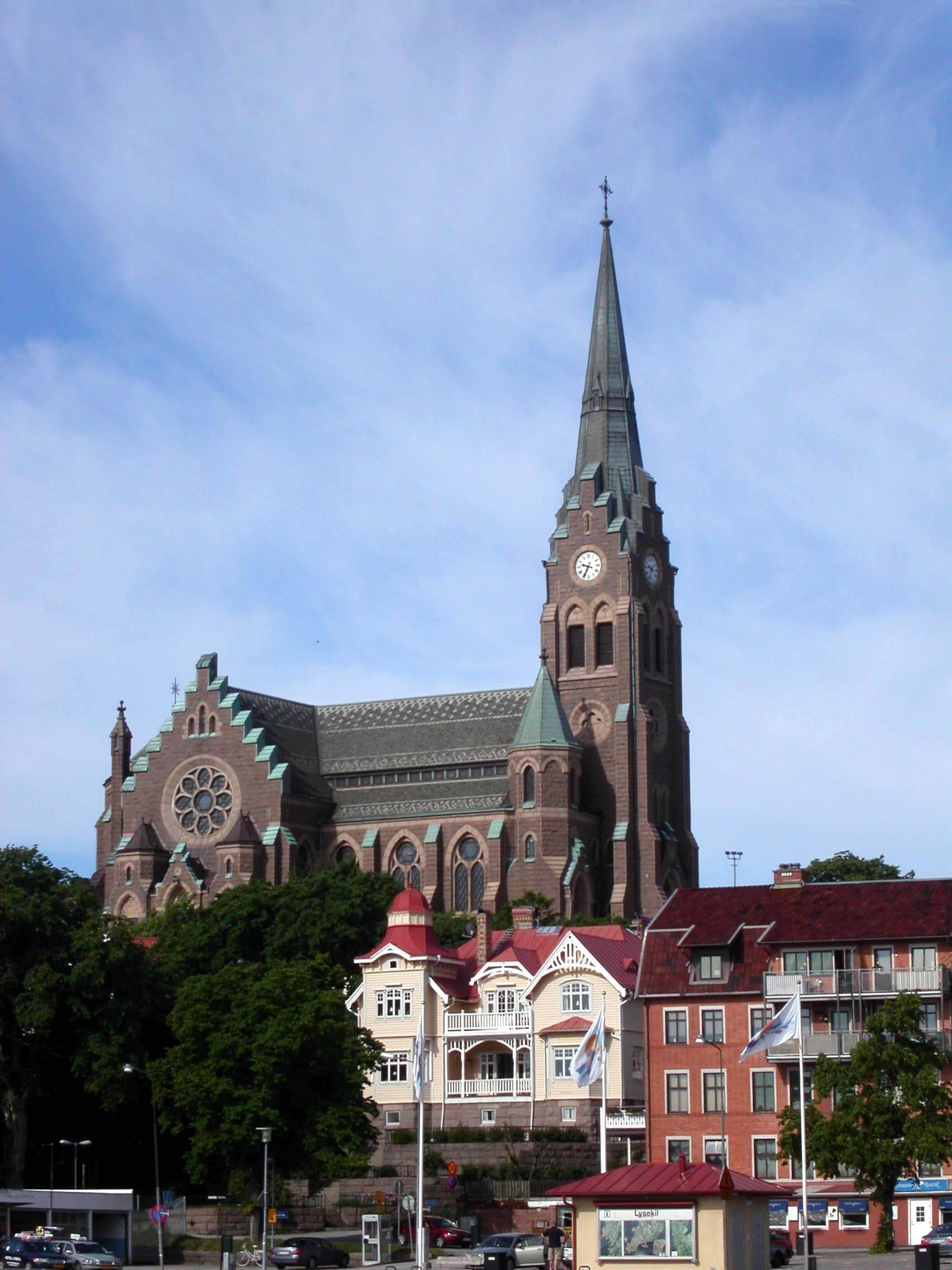
Kościół w Lysekil